# Basílica de San Nicolás (Nantes)

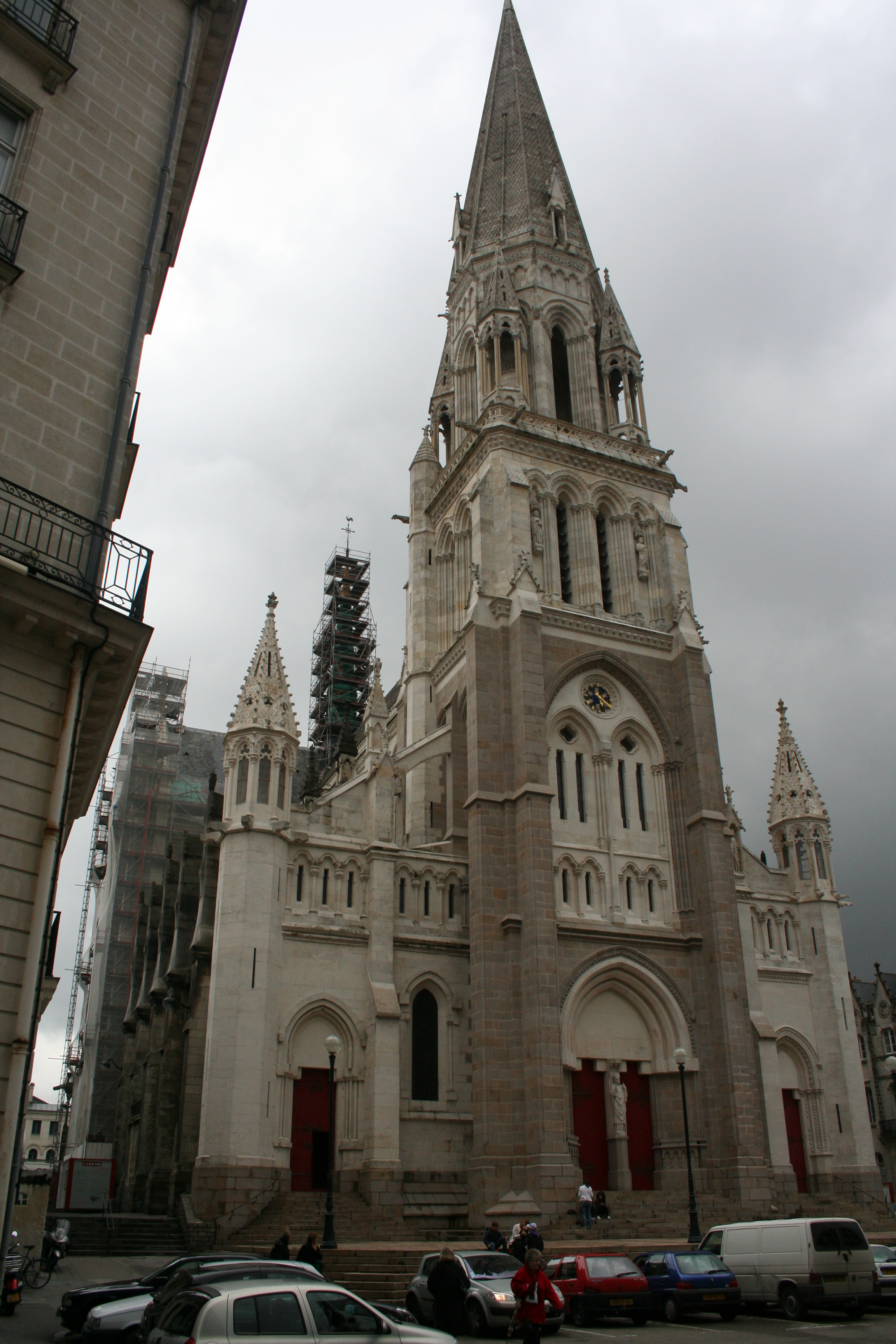
Basílica de San Nicolás, en Nantes (Francia).

La basílica de San Nicolás de Nantes es una basílica francesa de estilo neogótico situada en el centro de la ciudad de Nantes. Es, junto con la basílica de los Santos Donaciano y Rogaciano, una de las dos basílicas de la ciudad.

## Historia
La iglesia original se construyó entre los siglos XI y XII. Se restauró en 1478 y permaneció sin mantenimiento hasta comienzos del siglo XIX. El incremento de la población en torno al centro de la ciudad y al cercano puerto fluvial hicieron que la iglesia se quedara pequeña. En 1844, empezaron los trabajos de construcción de una nueva iglesia en el lugar de la anterior, aunque esta vez orientada de norte a sur (en lugar de este a oeste, como dicta la tradición) debido a la falta de espacio. El padre Félix Fournier impulsó tanto el comienzo de las obras como su estilo neogótico. El arquitecto encargado de la obra fue Jean-Baptiste-Antoine Lassus, discípulo de Henri Labrouste y colaborador de Eugène Viollet-le-Duc. Los materiales utilizados fueron granito de la región y piedra de Turena. La obra terminó en 1869, año en que el templo fue bendecido. El papa León XIII le concedió el título de basílica el 28 de octubre de 1882. Durante los bombardeos de Nantes del 16 de septiembre de 1943, tres bombas atravesaron las bóvedas de la nave derecha y causaron enormes destrozos. Las obras de reconstrucción tuvieron lugar entre 1953 y 1974.